# Groupement national des sapeurs pompiers
La Brigade Nationale des Sapeurs-pompiers de la République du Sénégal est placée sous les ordres d’un officier supérieur ou d'un officier général nommé par décret. Le commandant de la brigade est chargé de l’exécution des instructions du Ministre chargé de l’Intérieur pour tout ce qui concerne l’organisation et le fonctionnement des services d’incendie et de secours.
Le Commandant de la brigade a, dans le cadre de son commandement, les prérogatives et avantages du Chef d’État-Major de l’Armée de Terre.

## Organisation
La Brigade (ex-Groupement) nationale des Sapeurs-pompiers comprend :
- un État-major de brigade ;
  - les Moyens généraux ;
    - la Division des Personnels ;
    - la Division technique des Matériels ;
    - la Division financière.
    - le Service social
    - le Bureau de Documentation et de Reproduction.

  - la Division Prévention ;
  - la Division Instruction, Opérations ;
  - la Division Santé ;
  - le Service social ;
  - le Service général
- des sous-groupements régionaux ;
  - un état-major de sous-groupement ;
  - des compagnies d’incendie ;
  - des centres de secours ;
  - des centres d’instruction et de perfectionnement.
- des unités isolées

## Les commandants du Groupement national des Sapeurs pompiers
- Daouda Niang
- Amadou Bamba Ndiaye
- Jean Pierre Dumond
- Abdoulaye Mbaye
- Raphael Vasse
- Chérif Alioune Bâ
- Ibrahima Gabar Diop
- Alioune Samba
- Ouanza Ouattara
- General Diawara

- Papa Samba Kamara (d)
- Victor TINE